# Американска изключителност
Америка́нската изключи́телност (на английски: American exceptionalism) е възглед, според който Съединените американски щати се отличават същностно от всички останали държави.
Историчката Дороти Рос разглежда три идеи, повлияли върху съвременната концепция за американската изключителност:
1. Хилиастичната вярата на американските протестанти в американския прогрес;
2. Свързването на американската история си със свободолюбивите традиции на англосаксонска Англия, и по общо на германските народи, завладели Западната Римска империя;
3. Възгледът, че обширните неусвоени земи дават възможност за избягване на упадъка на другите страни.